# Helmuth Haupt
Friedrich Helmuth Haupt (* 10. September 1893 in Kleinstädteln; † unbekannt) war ein deutscher Jurist, Amtshauptmann und Landrat.

## Leben und Wirken
Nach dem Schulbesuch studierte Haupt Rechtswissenschaften. Während seiner Teilnahme am Ersten Weltkrieg verlor er einen Arm. Nach dem Krieg promovierte er 1919 an der Universität Leipzig zum Thema Die rechtlichen Grundlagen der Wohnungsaufsicht in Sachsen. Am 11. November 1921 legte er die juristische große Staatsprüfung ab. Haupt trat in den öffentlichen Dienst ein und wurde zum Regierungsrat befördert. Als solcher arbeitete er in der Amtshauptmannschaft Grimma. 
Haupt trat zum 1. November 1932 der NSDAP bei (Mitgliedsnummer 1.376.233). Mit Wirkung vom 1. Dezember 1933 wurde er zum Amtshauptmann in der Amtshauptmannschaft Flöha im sächsischen Erzgebirge ernannt. Im Oktober 1937 wurde er in dieser Funktion in die Amtshauptmannschaft Oschatz versetzt. Er blieb dort, ab 1. Januar 1939 mit der neuen Amtsbezeichnung Landrat, bis zum Ende des Zweiten Weltkrieges als Landrat in Oschatz.